# روزي لوي
روزي لوي (بالإنجليزية: Rosie Lowe)‏ هي منتجة أسطوانات وكاتبة غنائية بريطانية، ولدت في 1990 في ديفون في المملكة المتحدة.

## وصلات خارجية
- روزي لوي على موقع ميوزك برينز (الإنجليزية)
- روزي لوي على موقع أول ميوزيك (الإنجليزية)
- روزي لوي على موقع ديسكوغز (الإنجليزية)